# Juan Ayuso
Juan Ayuso Pesquera (Barcelona, 16 de septiembre de 2002) es un ciclista de ruta profesional español que corre en el equipo UAE Team Emirates XRG de categoría UCI WorldTeam.

## Trayectoria
Empadronado en Jávea desde 2010 y con ascendencia vallisoletana, está formado deportivamente en la Comunidad Valenciana desde que empezó a correr en 2011. En 2017 como cadete de primer año se adjudicó en el campeonato de España de ciclismo el oro tanto en la prueba en ruta como en la contrarreloj celebrada en Ávila. Ese mismo año ganó el maillot blanco que le acreditó como el mejor cadete de primer año en la Vuelta a Portugal para cadetes. En 2018, en su segundo año de cadete repitió oro en el campeonato de España de ciclismo en contrarreloj celebrado en Orense. Además, obtuvo una gran victoria en la etapa reina del Tour de l’Ain, un evento que cada año reúne en Francia a los mejores ciclistas cadetes.
Tras su paso por la categoría cadete el equipo Bathco se hizo con sus servicios haciendo una magnífica temporada con victorias tan importantes como la Vuelta al Besaya o el doblete en el Campeonato de España en ruta y en contrarreloj de 2020, así como, el segundo puesto en la Copa de España Júnior Cofidis.

### 2021
En junio de 2021, unas semanas antes de lo previsto, se incorporó a las filas del equipo UAE Team Emirates de categoría UCI WorldTeam.

### 2022: Toma de contacto en carreras de mayor nivel, debut en Grandes Vueltas y podio en la Vuelta
El 31 de julio de 2022 consiguió su primera victoria como profesional en el Circuito de Guecho.
Hizo su debut en una grande en la Vuelta a España, terminando tercero en el pódium, siendo el corredor más precoz en auparse a uno de los tres cotizados peldaños en 100 años.

### 2024
En abril gana la Vuelta al País Vasco, convirtiéndose en el segundo corredor más joven en conquistar la ronda vasca, tras Gino Bartali en 1935.

## Medallero internacional
| \| Campeonato Europeo \| Campeonato Europeo \| Campeonato Europeo \| Campeonato Europeo \| \| Año \| Lugar \| Medalla \| Competición \| \| ------------------ \| ------------------ \| ------------------ \| ------------------ \| \| 2021 \| Trento ( Italia) \| Medalla de bronce \| Ruta sub-23 \| |                  |                   |             |
| Campeonato Europeo |                  |                   |             |
| Año | Lugar            | Medalla           | Competición |
| 2021 | Trento ( Italia) | Medalla de bronce | Ruta sub-23 |

## Palmarés
| 2021 - Trofeo Piva - Giro del Belvedere - Giro Ciclistico d'Italia, más 3 etapas - 3.º en el Campeonato Europeo en Ruta sub-23 2022 - Circuito de Guecho - 3.º en la Vuelta a España 2023 - 1 etapa del Tour de Romandía - 2 etapas de la Vuelta a Suiza - 2.º en el Campeonato de España en Ruta - Clasificación de los jóvenes de la Vuelta a España | 2024 - Faun-Ardèche Classic - 1 etapa de la Tirreno-Adriático - Vuelta al País Vasco - 1 etapa del Tour de Luxemburgo 2025 - La Drôme Classic - Trofeo Laigueglia - Tirreno-Adriático, más 1 etapa - 1 etapa de la Volta a Cataluña - 1 etapa del Giro de Italia |

## Resultados

### Grandes Vueltas
| Carrera | Carrera         | 2021 | 2022 | 2023 | 2024 | 2025 |
| ------- | --------------- | ---- | ---- | ---- | ---- | ---- |
|         | Giro de Italia  | —    | —    | —    | —    | Ab.  |
|         | Tour de Francia | —    | —    | —    | Ab.  | —    |
|         | Vuelta a España | —    | 3.º  | 4.º  | —    |      |

### Vueltas menores
| Carrera | Carrera                | 2021 | 2022 | 2023 | 2024 | 2025 |
| ------- | ---------------------- | ---- | ---- | ---- | ---- | ---- |
|         | Tirreno-Adriático      | —    | —    | —    | 2.º  | 1.º  |
|         | Volta a Cataluña       | —    | 5.º  | —    | —    | 2.º  |
|         | Vuelta al País Vasco   | —    | —    | —    | 1.º  | —    |
|         | Tour de Romandía       | —    | 4.º  | 16.º | 5.º  | —    |
|         | Critérium del Dauphiné | —    | Ab.  | —    | Ab.  | —    |
|         | Vuelta a Suiza         | —    | —    | 2.º  | —    | —    |

### Clásicas, Campeonatos y JJ. OO.
| Flecha Brabanzona       | Flecha Brabanzona       | —    | 23.º | —    | —    | —    |    |    |
| Amstel Gold Race        | Amstel Gold Race        | —    | Ab.  | —    | 21.º | —    |    |    |
| Flecha Valona           | Flecha Valona           | —    | Ab.  | —    | Ab.  | —    |    |    |
| Clásica San Sebastián   | Clásica San Sebastián   | 18.º | Ab.  | 11.º | —    | 39.º |    |    |
| Bretagne Classic        | Bretagne Classic        | 82.º | —    | —    | —    |      |    |    |
| Gran Premio de Quebec   | Gran Premio de Quebec   | X    | —    | —    | 89.º |      |    |    |
| Gran Premio de Montreal | Gran Premio de Montreal | X    | —    | —    | Ab.  |      |    |    |
| JJ. OO. (Ruta)          | JJ. OO. (Ruta)          | —    | ND   | ND   | 22.º | ND   | ND | ND |
| Mundial en Ruta         | Mundial en Ruta         | —    | —    | —    | 26.º |      |    |    |
| España en Ruta          | España en Ruta          | —    | 4.º  | 2.º  | —    | —    |    |    |
| España Contrarreloj     | España Contrarreloj     | —    | 7.º  | 4.º  | —    | —    |    |    |

—: No participa

Ab.: Abandona

X: No se disputó

## Récords y marcas personales
- Segundo corredor más joven de la historia en subir al podio de una gran vuelta, sólo superado por el francés Henri Cornet en el Tour de Francia de 1904.[12]

## Equipos
- Team Colpack Ballan (2021)[13]
- UAE Team Emirates (2021-)
  - UAE Team Emirates (2021-2024)
  - UAE Team Emirates XRG (2025-)